# Firdaus Gilmitdinowna Chissamitdinowa

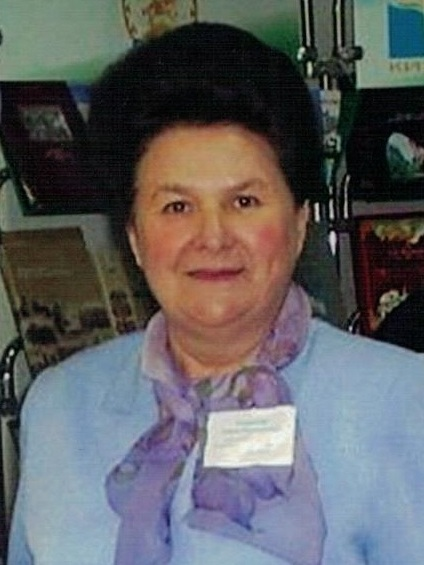
Firdaus Chissamitdinowa (2009)

Firdaus Gilmitdinowna Chissamitdinowa (russisch Фирдаус Гильмитдиновна Хисамитдинова; * 1. Januar 1950 im Dorf Rachmetowo im Südosten Baschkortostans; † 3. Oktober 2023 in Ufa) war eine sowjetische bzw. russisch-baschkirische Linguistin, Turkologin, Hochschullehrerin und Politikerin.

## Leben
Chissamitdinowa besuchte die Pädagogik-Schule Belorezk mit Abschluss 1970 und studierte dann an der philologischen Fakultät des Staatlichen Baschkirischen Pädagogik-Instituts (BGPI) in Ufa mit Abschluss 1974.
1976 begann Chissamitdinowa in Moskau die Aspirantur bei Edchjam Rachimowitsch Tenischew im Linguistik-Institut der Akademie der Wissenschaften der UdSSR (AN-SSSR, seit 1991 Russische Akademie der Wissenschaften (RAN)). Nach der Aspirantur wurde sie 1978 wissenschaftliche Mitarbeiterin des Instituts für Geschichte, Sprache und Literatur (IIJaL) des Ufa-Wissenschaftszentrums der AN-SSSR. 1980 verteidigte sie erfolgreich ihre Kandidat-Dissertation.
Ab 1985 lehrte Chissamitdinowa am BGPI. 1987–1992 leitete sie den Lehrstuhl für Baschkirische Sprache, worauf sie Dekanin der Fakultät für baschkirische Philologie des BGPI wurde. 1993 verteidigte sie erfolgreich ihre Doktor-Dissertation für die Promotion im Fach Philologische Wissenschaften, worauf sie zur Professorin ernannt wurde.
1994–1999 war Chissamitdinowa Abgeordnete in der ersten Sitzungsperiode der Staatsversammlung der Republik Baschkortostan in Ufa. Von März 1995 bis 1998 war sie Ministerin für Volksbildung Baschkortostans. Sie entwickelte das Programm für die Bildungsentwicklung der Republik Baschkortostan für die Zeit 1999–2003. 1996–1998 war sie Vorsitzende des Frauenrats der Republik Baschkortostan.
1998 wurde Chissamitdinowa Vizedirektorin des IIJaL und 2005 Direktorin. Schwerpunkte ihrer Forschungen waren Probleme der historischen Phonetik, Namenforschung, Mythologie, Ethnolinguistik und Methodik des Baschkirisch-Unterrichts für Russischsprachige sowie die Geschichte und Kultur Baschkortostans. Sie veröffentlichte eine Vielzahl von Arbeiten, darunter viele Monografien, Lehrbücher und Wörterbücher.
2000–2003 war Chissamitdinowa Vorsitzende der Gesellschaft der Frauen Baschkortostans und der Frauenkommission des Welt-Kurultai der Baschkiren.